# 韋德倫 (伊利諾伊州)
韋德倫（英語：Wedron）是位於美國伊利諾伊州拉薩爾縣的一個非建制地區。該地的面積和人口皆未知。

## 地理
韋德倫的座標為41°26′10″N 88°46′24″W / 41.43611°N 88.77333°W，而該地的平均海拔高度為165米（即541英尺）。